# Podimore
Podimore är en by i civil parish Yeovilton and District, i enhetskommunen Somerset, i grevskapet Somerset, i England. Byn är belägen 10 km från Yeovil. Podimore var en civil parish fram till 1933 när blev den en del av Yeovilton. Civil parish hade 61 invånare år 1931. Byn nämndes i Domedagsboken (Domesday Book) år 1086, och kallades då Mideltone/Middeltona.